# شنوت (کانزاس)
شنوت (به انگلیسی: Chanute) شهری در ایالت کانزاس کشور ایالات متحده آمریکا است که جمعیت آن در سرشماری سال ۲۰۱۰ میلادی، ۹٬۱۱۹ نفر بوده‌است.